# Neurada procumbens
Neurada procumbens es una especie  de planta fanerógama perteneciente a la familia Neuradaceae que se encuentra en África, Arabia, Asia Occidental y Asia del Sur. Es el único miembro de género monotípico Neurada.

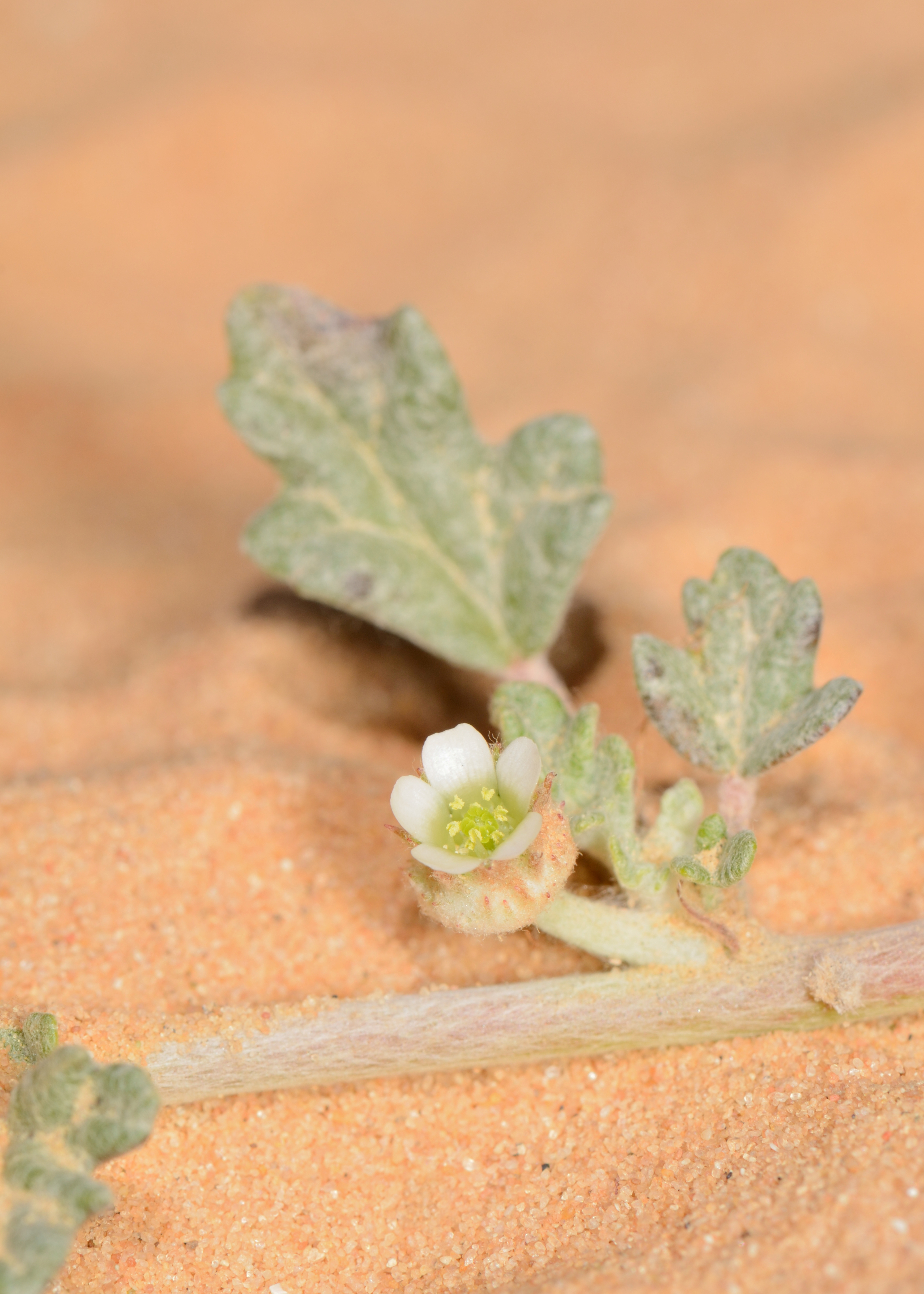
Detalle de la flor

## Descripción
Es una planta postrada anual, hierba grisácea y lanudo, con raíz de hasta 180 mm de largo, extendida o con ramas procumbentes, de 100-322 mm de largo. Hojas de 6-25 x 4-15 mm oblongo-ovadas, pinnatilobada, lóbulos obtusos, 1-3 (4) en cada lado, densamente pilosas con pelos largos o cortos, simples y ramificados;  estípulas diminutas; pecíolo de 3-8 mm de largo, densamente pilosos. Pedicelos 3-6 mm de largo en el receptáculo de frutas de 5,6 mm de diámetro con 5 brácteas espinosas, subuladas.  Fruta seca, plana-orbicular, de 8-15 mm de diámetro, convexa por encima, debajo plana, persistiendo como un collar alrededor de las raíces jóvenes de las plantas de semillero, incluso después de que la planta se ha desarrollado completamente. Semillas curvas de 2,5 x 1,5 mm de tamaño, no endospérmicas, cuerno con la reducción gradual extremo distal; testa de color marrón oscuro, brillante. Tiene un número de cromosomas de 2n = 14.

## Taxonomía
Neurada procumbens fue descrita por Carlos Linneo y publicado en Species Plantarum 1: 441. 1753.
Sinonimia
- Figaraea aegyptiaca Viv.[2]